# سامانه ضدموشکی تاد
پدافند هوایی مرحله پایانی ارتفاع بالا (به انگلیسی: Terminal High Altitude Area Defense) یا تاد (THAAD) یک سامانهٔ موشکی ضد بالیستیک است که توسط شرکت لاکهید مارتین ساخته شده است. موشک این سامانه کلاهک حمل نمی‌کند بلکه با انرژی جنبشی خود، موشک دشمن را نابود می‌کند. برد رادار آن ۱۰۰۰ کیلومتر، برد عملیاتی موشک ۲۰۰ کیلومتر، سقف پرواز آن ۱۵۰ کیلومتر و سرعت آن ۱۰٬۰۸۰ کیلومتر بر ساعت است.

## انفجار ماهواره پشتیبان
در سال ۲۰۲۴ ماهواره پشتیبان رادار سامانه تاد که آمریکا آن را به اسراییل اهدا کرده بود در فضا به دلیل ناهنجاری منفجر شد که تاثیر زیادی بر قدرت دفاعی اسراییل گذاشت.

## کمبود موشک
بنابر گفته برخی منابع ایرانی و آمریکایی، در طی جنگ دوازده روزه ایران و اسراییل، آمریکا علارغم برخورد ده‌ها موشک ایرانی به اهداف خود در اسراییل، به میزان قابل توجهی (حدود یک چهارم) از موشک های تاد خود را در رهگیری موشک های ایران از دست داده که باعث کمبود موشک تاد در ارتش آمریکا شده است. این موشک ها همچنین به تعداد بسیار کمی(حدود ۱۱ موشک در سال) تولید می شوند که جایگزینی آنها را بسیار ساخت تر می کند.

## اجزای سامانه تاد
سامانه پدافند ضد موشکی تاد تلفیقی از ۵ بخش رادار (سکوی پرتاب یا پرتابگر موشک بالستیک)، لانچر، سیستم کنترل آتش و سامانه‌ها و واحدهای ارتباطی است که به‌طور مشخص سیستم‌های تاد را حمایت می‌کنند.

## سامانه راداری
سامانه‌های راداری تاد برای مقابله با تهدیدهای مشخص بکار گرفته می‌شود و قابلیت انتقال از طریق انواع هواپیماهای ترابری را دارد. این رادار توانایی رهگیری سامانه‌های موشکی تا ۱۰۰۰ کیلومتر را دارد.

## نگارخانه

طرح موشک تاد

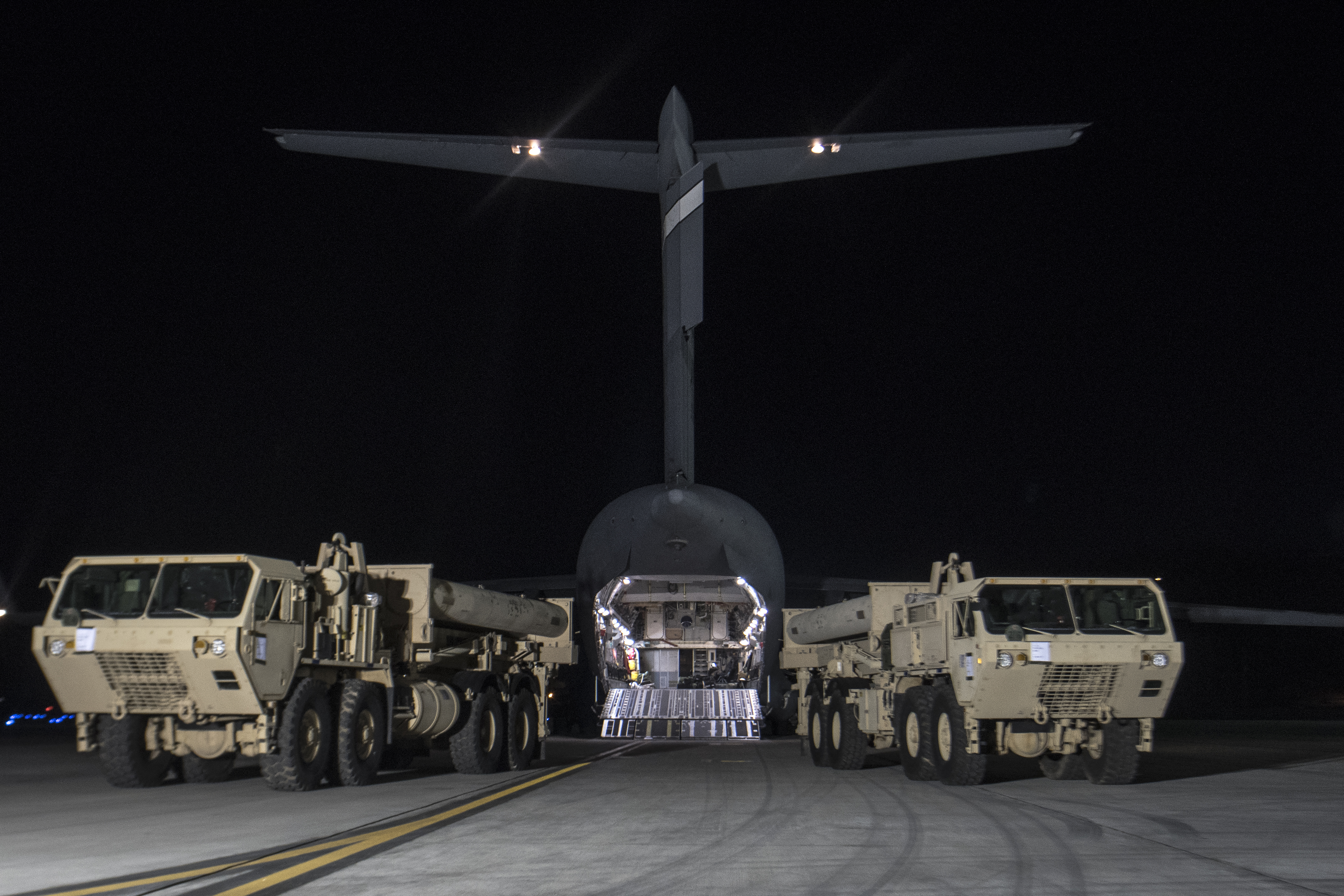
دو لانچر سامانه تاد در کره جنوبی (مارس ۲۰۱۷)

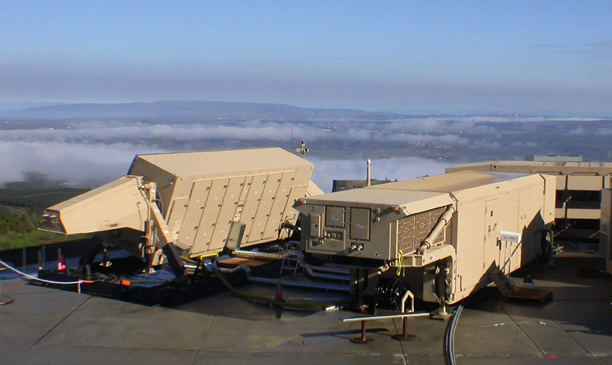
رادار AN/TPY-2

## توسعه
مفهوم دفاع موشکی تاد در سال 1987 (۱۹۸۷ میلادی)  با درخواست رسمی برای پیشنهادها ارائه شده به صنعت در سال 1991 (۱۹۹۱) پیشنهاد شد. برنامه تاد از نتایج تلاش‌های دفاع موشکی قبلی مانند رهگیر دفاعی درون اتمسفری بالا (HEDI) و آزمایش فناوری یکپارچه خودروی کشتن جنبشی (KITE) بهره برد.  در سپتامبر 1992 (۱۹۹۲)، ارتش ایالات متحده لاکهید (اکنون لاکهید مارتین ) را به عنوان پیمانکار اصلی برای توسعه تاد انتخاب کرد. رای تایید مشخصات عملیاتی طراحی پیشنهادی لاکهید توسعه داده شد.. نخستین آزمایش پرواز تاد در آوریل 1995 (۱۹۹۵)‌ انجام شد، با تمام آزمایش‌های پروازی در مرحله برنامه تأیید اعتبار (DEM-VAL) در برد موشک‌های وایت سندز انجام شد. شش تلاش اول برای رهگیری هدف را از دست دادند (پروازها 4-9). نخستین رهگیری موفقیت آمیز در 10 ژوئن 1999 (۱۹۹۹) و 2 اوت 1999 (۱۹۹۹) علیه موشک های هرا انجام شد.
تجزیه و تحلیل آسیب پذیری و کشندگی تاد توسط آزمایشگاه تحقیقاتی ارتش ایالات متحده (ARL) انجام شده است. ارزیابی آسیب‌پذیری برای تاد ارزیابی اثرات عناصر الکترومغناطیسی اصلی را نشان می‌دهد. این شامل تداخل EM ، عملیات تشعشع EM ، خطرات تابش EM، پالس EM ، تخلیه الکترواستاتیک ، و اثرات رعد و برق بر روی اجزای سیستم تاد بود. 
ارزیابی‌های ARL برای تعیین پتانسیل رشد سیستم تاد با توجه به طراحی تاکتیکی آن و همچنین ارائه تجزیه و تحلیل قابلیت بقا در برابر تهدیداتی مانند سلاح‌های متعارف، سلاح‌های شیمیایی و اقدامات متقابل جنگ الکترونیک طراحی شده‌اند.  داده‌های جمع‌آوری‌شده از آنالیزها برای توسعه مدل‌های مسیر برای اهداف و موشک و همچنین مسیرهای هدف با استفاده از تولید صحنه‌های فروسرخ از اقدامات متقابل فروسرخ (IRCM) استفاده شد. 
سیستم تاد توسط موشک های لاکهید مارتین و کنترل آتش به عنوان پیمانکار اصلی در حال طراحی، ساخت و ادغام است. پیمانکاران فرعی کلیدی عبارتند از ریتیان میسلز اند دفنس, بوئینگ دیفنس اسپیس اند سکیوریتی, اروجت راکت‌داین, هانی‌ول, بی‌ای‌ئی سیستمز, دفاع اوشکوش و کاترپیلار . 
| تاریخ         | نتیجه  | یادداشت ها |
| ------------- | ------ | --- |
| ۲۱ آوریل ۱۹۹۵ | ✓      | نخستین پرواز آزمایشی برای اثبات پیشرانه. هیچ هدفی در آزمایش وجود نداشت.                                                                                                 |
| ۳۱ژوئیه ۱۹۹۵  | سقط شد | تست کنترل خودروی کشتن پرواز آزمایشی متوقف شد. هیچ هدفی در آزمایش وجود نداشت.                                                                                            |
| ۱۳ اکتبر ۱۹۹۵ | ✓      | برای آزمایش سیستم جستجوی هدف خود راه اندازی شد. در آزمایش هیچ تلاشی برای اصابت به هدف صورت نگرفت.                                                                       |
| ۱۳دسامبر ۱۹۹۵ | ✗      | به دلیل خطاهای نرم افزاری در سیستم سوخت موشک، به هدف آزمایشی اصابت نکرد.                                                                                                |
| ۲۲ مارس ۱۹۹۶  | ✗      | به دلیل مشکلات مکانیکی در جداسازی بوستر خودروی کشتار، نتوانست به هدف آزمایشی برخورد کند.                                                                                |
| ۱۵ ژوئیه ۱۹۹۶ | ✗      | به دلیل نقص در سیستم هدف گیری نتوانست به هدف آزمایشی برخورد کند. |
| ۶ مارس ۱۹۹۷   | ✗      | به دلیل آلودگی در سیستم الکتریکی نتوانست به هدف آزمایشی برخورد کند. |
| ۱۲ می ۱۹۹۸    | ✗      | به دلیل اتصال کوتاه الکتریکی در سیستم تقویت کننده موفق به اصابت به هدف آزمایشی نشد. در این مرحله، کنگره ایالات متحده بودجه این پروژه را به دلیل شکست های مکرر کاهش داد. |
| ۲۹ مارس ۱۹۹۹  | ✗      | به دلیل چندین شکست، از جمله سیستم هدایت، به هدف آزمایشی برخورد نکرد. |
| ۱۰ ژوئن ۱۹۹۹  | ✓      | یک هدف آزمایشی را در یک سناریوی آزمایشی ساده شده بزنید. |
| ۲ اوت ۱۹۹۹    | ✓      | هدف آزمایشی را در ترموسفر در ارتفاع ۱۴۷ کیلومتر (۹۱ مایل) بزن |

## مهندسی و ساخت
در ژوئن ۲۰۰۰، لاکهید برنده قرارداد توسعه مهندسی و ساخت (EMD) شد تا طرح را به یک واحد آتش تاکتیکی متحرک ارتش تبدیل کند. آزمایش‌های پروازی این سامانه با مشخصات موشک و آزمایش‌های کامل سیستم در سال ۲۰۰۶ در برد موشک‌های وایت سندز از سر گرفته شد و سپس به تأسیسات برد موشکی اقیانوس آرام منتقل شد. رهگیر از طریق توسعه و تولید اولیه توسط توری برونو ، که بعدها مدیر عامل ائتلاف پرتاب و راه‌اندازی شد، هدایت شد.

## اپراتورها
- عربستان سعودی
- امارات متحده عربی
- ایالات متحده آمریکا
  - ایالات متحده دارای ۷ باتری تاد است که در آینده به ۸ باتری افزایش خواهد یافت [۱۷]
    - باتری A، هنگ دوم توپخانه دفاع هوایی (A-2 ADA)
    - باتری B، هنگ توپخانه دوم دفاع هوایی (B-2 ADA)
    - باتری D، هنگ توپخانه دوم دفاع هوایی (D-2 ADA)
    - باتری E، سومین هنگ توپخانه دفاع هوایی (E-3 ADA)
    - باتری A، چهارمین هنگ توپخانه دفاع هوایی (A-4 ADA)
    - باتری B، هنگ توپخانه ۶۲ دفاع هوایی (B-62 ADA)
    - باتری E، هنگ توپخانه ۶۲ دفاع هوایی (E-62 ADA)